# Ernst van den Berg
Pour les articles homonymes, voir van den Berg.
Ernst Willem van den Berg, né le 3 décembre 1915 à Amsterdam et mort le 19 août 1989 dans la même ville, est un joueur de hockey sur gazon néerlandais.

## Carrière
Ernst van den Berg fait partie de l'équipe des Pays-Bas de hockey sur gazon médaillée de bronze aux Jeux olympiques de 1936 à Berlin.